# Maria Schrader
Maria Schrader (Hannover, 27 de setembre de 1965) és una actriu, guionista i directora de cinema alemanya. Va dirigir la premiada pel·lícula de 2007 Liebesleben, basada en una novel·la de Zeruya Shalev. També va actuar en la reeixida sèrie de televisió alemanya Deutschland 83 (2015) i la seva seqüela, Deutschland 86 (2018).

## Carrera professional
Maria Schrader va néixer a Hannover i va estudiar al Seminari Max Reinhardt de Viena. Schrader va formar part del jurat al 50è Festival Internacional de Cinema de Berlín el 2000.
És especialment coneguda per la pel·lícula Aimée & Jaguar, així com per l'aclamada Liebesleben ("Love life"), en la qual va escriure, va actuar i va produir. Ella també ha escrit altres pel·lícules: RobbyKallePaul, Stille Nacht i Meschugge. Va codirigir I was on Mars amb Dani Levy, amb qui va sortir fins a 1999.
Schrader va fer el paper de la tia de Martin Rauch a Deutschland 83 (2015), una sèrie de televisió de 8 episodis, que va ser la primera sèrie de televisió en alemany que es va emetre a la televisió estatunidenca. També es va fer popular al Regne Unit, transmetent-se a principis de 2016 a Channel 4.
Va dirigir la reeixida minisèrie germànico-estatunidenca de Netflix ''Unorthodox'', basada en l'autobiografia de Deborah Feldman. Estrenada el 26 de març de 2020, la producció narra la història de Esty (Shira Haas), una jove jueva ultraortodoxa de Brooklyn que fuig a Berlín empesa per l'opressió de la comunitat en la qual s'ha criat.

## Vida personal
Tot i que els seus papers més populars com a actor són de fe jueva, i moltes de les seves pel·lícules com a guionista i directora inclouen personatges jueus i giren al voltant de les lluites jueves, la mateixa Schrader no és jueva.

## Premis
- 1992 Max Ophüls Festival, Millor actriu jove per I Was on Mars
- 1995 Mystfest, millor actriu per Burning Life
- 1995 Premis de cinema bavarès, Millor actriu per Keiner liebt mich
- 1995 Premis del cinema alemany, Millor actriu principal per Keiner liebt mich, Burning Life, Einer meiner altesten Freunde
- 1999 49è Festival Internacional de Cinema de Berlín, Ós de Plata a la millor actriu (compartit amb Juliane Köhler) per Aimée & Jaguar[7]
- 1999 Deutscher Filmpreis, Millor actriu protagonista per Aimée & Jaguar, The Giraffe
- 1999 Bayerischer Filmpreis, Millor actriu per Aimée & Jaguar
- 2020 Premis Primetime Emmy, premi a la millor direcció d'una sèrie limitada, pel·lícula o especial dramàtic per Unorthodox

## Nominacions
- 2016 Deutscher Filmpreis, millor director per Stefan Zweig: Adeu a Europa[8]

## Filmografia selecta
| Any  | Títol                         | Paper                         | Director                       | Notes |
| ---- | ----------------------------- | ----------------------------- | ------------------------------ | --- |
| 1992 | I was on Mars                 | Silva                         | Dani Levy                      | amb Dani Levy |
| 1994 | Keiner liebt mich             | Fanny Fink                    | Doris Dörrie                   | amb Pierre Sanoussi-Bliss, Elisabeth Trissenaar                                                                                               |
| 1994 | Burning Life                  | Anna                          | Peter Welz                     | amb Anna Thalbach, Max Tidof |
| 1995 | Stille Nacht                  | Julia                         | Dani Levy                      | amb Jürgen Vogel |
| 1997 | Der Unfisch                   | Sophie Moor                   | Robert Dornhelm                | amb Eva Herzig, Andreas Lust, Georges Kern, August Schmölzer, Karl Merkatz, Bibiana Zeller, Rudolf Wessely, Erwin Leder                       |
| 1998 | Meschugge                     | Lena Katz                     | Dani Levy                      | ab Dani Levy |
| 1998 | Bin ich schön?                | Elke                          | Doris Dörrie                   | amb Senta Berger, Gottfried John, Iris Berben, Uwe Ochsenknecht, Franka Potente, Dietmar Schönherr, Heike Makatsch, Otto Sander, Joachim Król |
| 1999 | Aimée & Jaguar                | Felice Schragenheim (Jaguar)  | Max Färberböck                 | amb Juliane Köhler, Heike Makatsch, Johanna Wokalek                                                                                           |
| 2001 | Viktor Vogel - Commercial Man | Johanna von Schulenberg       | Lars Kraume                    | amb Götz George, Alexander Scheer, Chulpan Khamatova, Vadim Glowna                                                                            |
| 2001 | Emil und die Detektive        | Pastorin Hummel               | Franziska Buch                 | amb Jürgen Vogel |
| 2002 | Väter                         | Melanie Krieger               | Dani Levy                      | amb Sebastian Blomberg, Christiane Paul |
| 2003 | Rosenstrasse                  | Hannah Weinstein              | Margarethe von Trotta          | amb Katja Riemann |
| 2005 | Schneeland                    | Elisabeth                     | Hans W. Geißendörfer           | amb Julia Jentsch, Ulrich Mühe, Thomas Kretschmann, Joachim Król, Susanne Lothar                                                              |
| 2011 | W ciemności                   | Paulina Chiger                | Agnieszka Holland              | amb Robert Więckiewicz |
| 2015 | Deutschland 83                | Lenora Rauch                  | Edward Berger, Samira Radsi    | amb Jonas Nay, Ulrich Noethen, Sylvester Groth, Sonja Gerhardt, Ludwig Trepte, Alexander Beyer, Lisa Tomaschewsky                             |
| 2018 | The City and The City         | Sen. Detective Quissima Dhatt | Tom Shankland                  | amb David Morrissey, Mandeep Dhillon, Lara Pulver                                                                                             |
| 2018 | Deutschland 86                | Lenora Rauch                  | Florian Cossen, Arne Feldhusen | amb Jonas Nay, Ulrich Noethen, Sylvester Groth, Sonja Gerhardt, Ludwig Trepte, Alexander Beyer, Lisa Tomaschewsky                             |
| 2020 | Unorthodox                    | –                             | Maria Schrader                 | amb Shira Haas, Amit Rahav, Jeff Wilbusch |
| 2021 | Ich bin dein Mensch           | –                             | Maria Schrader                 | amb Maren Eggert, Dan Stevens, Sandra Hüller, Hans Löw, Wolfgang Hübsch                                                                       |